# Eleven Arrows FC
Eleven Arrows Football Club w skrócie Eleven Arrows FC – namibijski klub piłkarski grający w namibijskiej pierwszej lidze, mający siedzibę w mieście Walvis Bay.

## Sukcesy
- I liga[1]:
  - mistrzostwo (1): 1991

- Puchar Namibii[2]:
  - zwycięstwo (1): 2011
  - finał (1): 2009

## Występy w afrykańskich pucharach
| Sezon | Rozgrywki       | Runda   | Kraj    | Klub           | Dom | Wyjazd | Dwumecz |
| ----- | --------------- | ------- | ------- | -------------- | --- | ------ | ------- |
| 1992  | Puchar Mistrzów | wstępna | Lesotho | Arsenal Maseru | 0–1 | 0–3    | 0–4     |

## Stadion
Domowe mecze klub rozgrywa na stadionie o nazwie Kuisebmund Stadium w Walvis Bay, który może pomieścić 12300 widzów.

## Reprezentanci kraju grający w klubie od 2000 roku
Stan na styczeń 2023.
| - Lee Roy Adams - Charlie Aoseb - Edward Asino - Rudolf Bester - Edward Damaseb - Rodney Doeseb - Nghenny Emvula - Isaskar Gurirab - Jordan Haimbili - Lubeni Haukongo - Victor Helu - George Hummel - Johannes Jantze - Lawrence Bobby Kaapama - Ferdinand Karongee | - Wesley Katjiteo - Chris Katjiukua - Muna Katupose - Tara Katupose - Mapenzi Muwanei - Salomon Omseb - Aprocius Petrus - Jason Petrus - Willem Pinehas - Freedom Puriza - Jonas Sakaria - Romanus Shilongo - Paulus Shipanga - Virgil Vries - Admire Dzukamanja |